# Colobostema lunata
Colobostema lunata är en tvåvingeart som först beskrevs av Edwards 1928.  Colobostema lunata ingår i släktet Colobostema och familjen dyngmyggor. Inga underarter finns listade i Catalogue of Life.